# Буревала
Буревала (урд. بورے والا) је град у Пакистану у покрајини Панџаб. Према процени из 2006. у граду је живело 188.986 становника.

## Становништво
Према процени, у граду је 2006. живело 188.986 становника.
| 1981.  | 1998.   | 2006.   |
| ------ | ------- | ------- |
| 86.311 | 149.857 | 188.986 |